# Orychophragmus
Orychophragmus là chi thực vật có hoa trong họ Cải.